# Epicypta approximata
Epicypta approximata är en tvåvingeart som beskrevs av Edwards 1914. Epicypta approximata ingår i släktet Epicypta och familjen svampmyggor. Inga underarter finns listade i Catalogue of Life.